# Bultaco Lobito
La Bultaco Lobito fou un model de motocicleta de fora d'asfalt fabricat per Bultaco entre 1966 i 1976, dissenyat per a ser conduït en tota mena de terreny (preferentment, per camins de muntanya i camp a través). Al llarg de la seva vida comercial se'n produïren diverses versions en cilindrades variades (des dels 74 fins als 175 cc), per bé que les més populars als Països Catalans foren les de 74 cc. Com a característiques generals a totes les versions, disposaven d'un motor de dos temps monocilíndric refrigerat per aire, bastidor de bressol simple (tret de la Lobito T, on era doble), frens de tambor i amortidors de forquilla convencional davant i telescòpics darrere. Pel que fa a l'acabat estètic, tret de la primera versió de 1966 (blava i negra), totes les altres tenien en comú un característic color groc, ja fos integral o combinat amb franges decoratives blaves o vermelles.
Pensada inicialment per a un ús mixt, a mig camí entre l'enduro i el trial, la Lobito s'adreçava a un sector de mercat específic, format per un públic jove comprès bàsicament dins la franja d'edat dels 16 als 18 anys. Gràcies a això, possibilità que molts adolescents que no tenien l'edat legal per a pilotar la Sherpa T, comencessin a formar-se com a futurs pilots de trial; però no només això, sinó que el seu caràcter polivalent la feia apta també per a l'ús urbà (era lleugera, manejable i tenia un motor molt àgil), cosa que unida a la seva línia agressiva la va fer molt popular entre els joves de l'època, fins al punt que va acabar esdevenint una moda duradora i una icona de la dècada de 1970.
S'ha dit que la Lobito fou tot un fenomen sociològic en el seu moment i una de les motos més carismàtiques mai fabricades per Bultaco. De fet, tanta fou l'anomenada d'aquest model que el 1999, quan ja feia anys que Bultaco havia tancat, Derbi en va recuperar el nom per a designar una edició especial del seu ciclomotor Senda de 50 cc, la qual mantingué en producció fins al 2001 amb el nom de Bultaco Lobito.

## Història
El 1966, Bultaco va llançar al mercat espanyol la Lobito 100, equipada amb un motor de 100 cc. Tot i no ser una moto plenament especialitzada, ja que estava pensada per a sortides lúdiques de cap de setmana, sí que va permetre començar a fer les primeres passes en el motociclisme de muntanya als nombrosos afeccionats que hi havia aleshores; la Lobito permetia superar amb garanties qualsevol obstacle, sempre que no es volgués portar al límit de pilotatge professional. De fet, ha estat considerada algun cop la primera Bultaco de tipus trail, anys abans que la marca llancés el seu primer model amb aquesta denominació -l'Alpina- i que la popularitzessin els fabricants japonesos.
Gràcies al seu èxit, abans d'acabar l'any la versió original de 100 cc fou complementada per una de nova -coneguda com a Mk2- destinada a joves d'entre 16 i 18 anys, motiu pel qual se li rebaixà el motor a 74 cc (límit legal de cilindrada per als posseïdors del carnet A1, accessible als 16 anys), mentre tota la resta es mantenia igual. Les bones característiques de la Lobito en varen fer augmentar la demanda de forma constant.

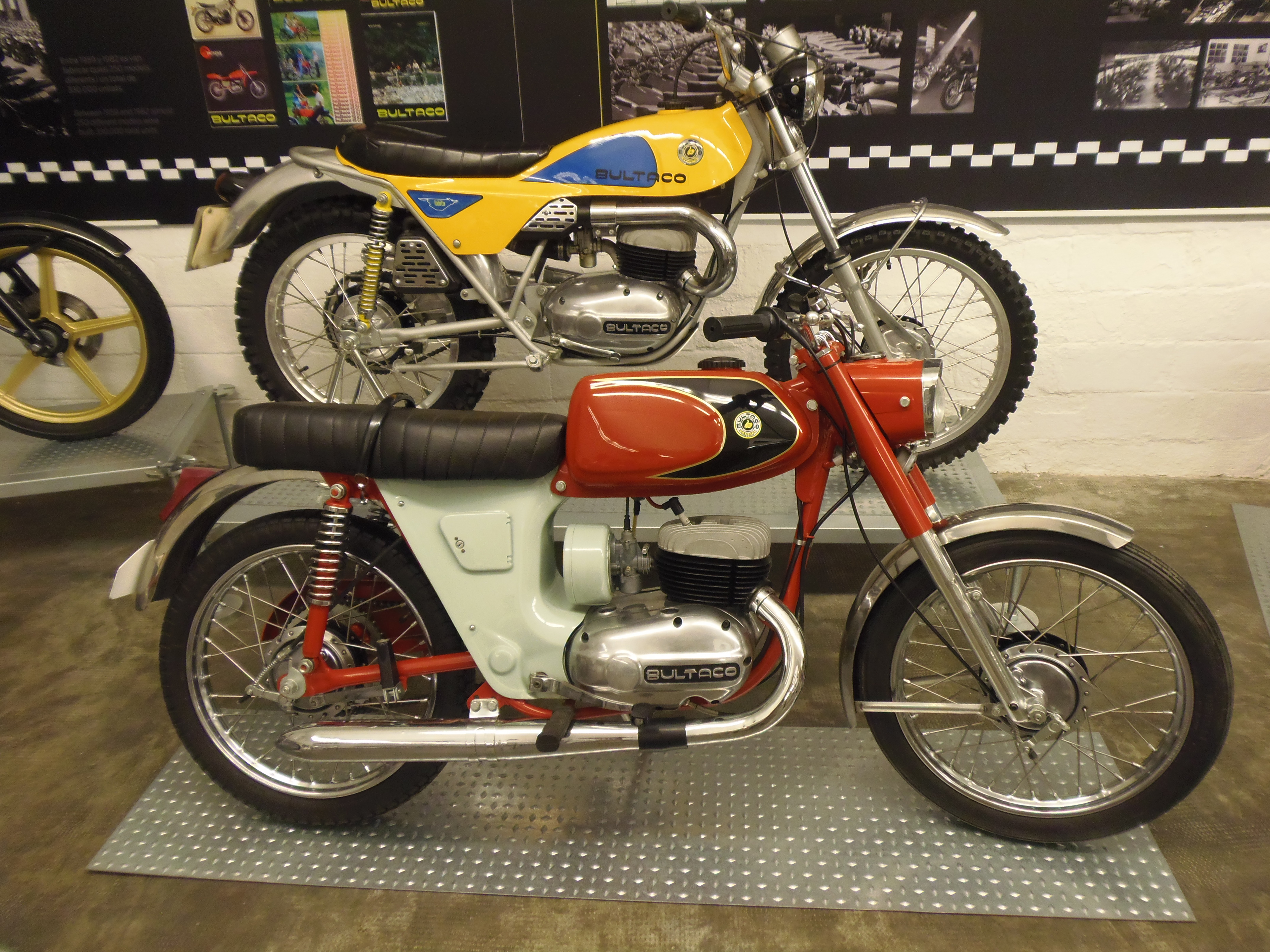
Les dues famoses Bultaco juvenils dels anys 70: Lobito Mk6 de 1973 (a dalt) i Junior GT2 de 1973 (a baix)

La nova versió de la nissaga, la Mk3, es presentà al Saló de l'Automòbil de Barcelona de 1969. Disponible en tres cilindrades (74, 100 i 125 cc), tenia poc en comú amb les primeres Lobito, ja que a banda del seu cridaner color groc ara oferia un clar temperament "trialer". De mica en mica, però, la versió Mk3 anà derivant cap al motocròs, orientació que es va accentuar a la nova sèrie Mk4, amb motors de 125 i 175 cc. Fruit d'aquesta nova orientació, a mitjan 1971 aparegueren les Mk5, amb uns motors encara més semblants als de la Pursang de motocròs. Val a dir que les versions Mk4 i Mk5 estaven pensades per a l'exportació i amb prou feines es varen comercialitzar dins el mercat estatal.
El 1972 es presentà al Saló de l'Automòbil de Barcelona una nova evolució de la Lobito, la família Mk6 (amb motors de 74, 125 i 175 cc), la qual tornava als seus orígens, més trialers, com a resultar de la disparitat de prestacions observada a les Mk5 en comparació amb les Mk3. Les Mk6 esdevenien de nou més dòcils i manejables i, doncs, més aptes per al públic no especialitzat. Aquesta tendència s'accentuà el 1973 amb l'aparició de la Mk7, encarada ja decididament a la pràctica de l'enduro sense pretensions (anomenat a l'època "tot terreny") i es consolidà amb la següent versió de la nissaga, la Mk8 de 1974.
El 1975, mentre la Mk8 seguia en producció, Bultaco va llançar una darrera versió de Lobito enfocada totalment a la pràctica del trial, anomenada Lobito T, fabricada en les cilindrades de 74 i 125 cc. La moto tingué molt bona acollida entre els joves afeccionats al trial, els quals només disposaven fins aleshores de les Montesa Cota 74 (i 123) si volien practicar aquest esport seriosament. Juntament amb la Mk8, la darrera Lobito es mantingué en catàleg fins al 1976. D'ençà de 1977, Bultaco abandonà definitivament la fabricació de la Lobito per tal de deixar pas a dos nous models: la Frontera 74 (estrictament d'enduro) i la Sherpa T 74 (estrictament de trial, hereva directa de la Lobito T). Ambdós models disposaven de la seva corresponent versió de 125 cc, principalment per a l'exportació.

### El nom i el logotip
Atès el seu nom comercial (traduïble per "llobet"), la iconografia relativa a la Lobito reflectia la imatge d'un llop: el logotip era la silueta d'un que corria i la imatge de producte, el dibuix d'una cara de llop en format pseudo-infantil.
D'altra banda, el nom d'aquest model coincidia casualment amb el d'un municipi de la província angolesa de Benguela, a la costa nord de l'estuari del riu Catumbela. Fundada el 1905, Lobito és una ciutat famosa pel seu gran port a l'oceà Atlàntic.

### Repercussió
Durant la dècada de 1970 i especialment a Catalunya, la Lobito 74 esdevingué una mena de motocicleta polivalent, fins i tot la moto urbana per excel·lència entre els joves, tal com passava aleshores amb la Cota 74 de Montesa i actualment amb l'Honda Scoopy i els diversos escúters juvenils. Lluny de limitar-ne l'ús a la pràctica del motociclisme de muntanya, molts propietaris la feien servir per a moure's per la ciutat, essent una de les motos més habituals als carrers de Barcelona.
Enduts per la moda de l'època (simplificant, aleshores es considerava que portar una Lobito feia "pijo"), molts joves en demanaven una als pares en fer els 16 anys amb la intenció de lluir-la i fer-la servir bàsicament per als seus desplaçaments diaris. Lògicament, el seu cost feia que no estigués a l'abast de totes les butxaques, de manera que fou una moto especialment habitual a la zona alta de Barcelona. Amb la Lobito, a més, s'invertia la tendència de marca iniciada a la capital catalana per la Montesa Impala: si bé aquesta era la moto de carretera preferida per la gent benestant (mentre la Bultaco Metralla quedava per capes socials més mitjanes), la Lobito 74 esdevingué la moto de muntanya per excel·lència entre els joves snobs, en detriment de la Cota 74 que fou relegada al segon lloc de la llista.
Val a dir que Bultaco oferia també a l'època una moto de similars característiques però estrictament de carretera, la Junior 74, un model amb força sortida comercial però que, tanmateix, no gaudia de l'aura de prestigi entre el jovent que atorgava la Lobito als seus propietaris. D'altra banda, el 1973, amb la intenció d'arribar a un públic jove amb menys recursos econòmics, Bultaco va llançar la Brinco 74, una mena de versió light de la Lobito amb el mateix motor, un xassís més baix i un equipament més senzill. El seu color verd la diferenciava de l'altra a primer cop d'ull.

## La Lobito de Derbi
Bultaco va tancar definitivament el 1983, després d'un llarg procés durant el qual Montesa es va quedar amb els drets de la marca. Anys a venir, l'antic propietari Paco Bultó aconseguí que Montesa li retornés de franc aquests drets, cosa que va possibilitar que el 1998, els seus hereus en cedissin la llicència de fabricació a Derbi (l'amo de la qual, Andreu Rabasa, era amic íntim de la família), amb l'esperança de fer reviure la marca. Fruit d'aquest acord, el 1999 Derbi va ressuscitar Bultaco amb una reedició de la Lobito, per bé que de manera efímera, ja que es fabricà només fins al 2001.
La Bultaco Lobito de Derbi no era, però, una simple actualització de l'històric model de Bultaco ans una moto completament nova, desenvolupada a partir de la Senda -el conegut ciclomotor de la firma vallesana- d'acord amb les necessitats de la seva nova època, beneficiant-se dels avenços tecnològics dels darrers trenta anys. Es tractava d'una moto d'enduro amb canvi de 6 velocitats i un motor de 49 cc que lliurava 8 CV a 8.000 rpm. El seu disseny agressiu i complet equipament, units a l'ús de tecnologies d'avantguarda i de materials i components de primera qualitat la convertien en una moto elitista i exclusiva, amb un preu que voltava els 2.200 euros. Estèticament, la Derbi retia homenatge a la Bultaco tot adoptant les seves clàssiques combinacions de colors: n'hi havia en blau i negre o bé en groc.
Quan Derbi va caure en mans de la italiana Piaggio, el projecte de la Lobito va quedar descartat.

## Versions

### Llista de versions produïdes
| Versió             | Cilindrada | Id. Model | Núm. Sèrie  | Anys        | Dipòsit                    |
| ------------------ | ---------- | --------- | ----------- | ----------- | -------------------------- |
| USA                | 100        | 19        | 19.000.001  | 1966 - 1969 | Blau marí i negre          |
| National           | 100        | 19N       |             | 1966        | Blau marí i negre          |
| Sweden             | 100        | 1T-19     |             |             | Blau marí i negre          |
| Aguas del Guadiana | 100        | 4T-19     |             |             | Blau marí i negre          |
|                    |            |           |             |             |                            |
| Mk2 74             | 74         | 32        | 32.000.001  | 1967 - 1969 | Blau marí i negre          |
| AK                 | 100        | 38        | 19.000.001  | 1967        | Blau marí i negre          |
|                    |            |           |             |             |                            |
| Mk3                | 125        | 53        | 53.000.001  | 1969 - 1970 | Groc                       |
| Australia          | 125        | 1T53      |             |             | Groc                       |
| Sweden             | 125        | 2T53      |             |             | Groc                       |
|                    |            |           |             |             |                            |
| Mk3 National       | 74         | 59        | 59.000.001  | 1969 - 1972 | Groc                       |
| Mk3                | 100        | 54        | 54.000.001  | 1969 - 1970 | Groc                       |
| Mk3                | 125        | 62        | 62.000.001  | 1970 - 1972 | Groc                       |
|                    |            |           |             |             |                            |
| Mk4                | 125        | 74        | 74.000.001  | 1970 - 1971 | Vermell                    |
| Mk4                | 175        | 76        | 76.000.001  | 1971        | Groc                       |
| Mk4                | 175        | 77        | 77.000.001  |             | Groc                       |
|                    |            |           |             |             |                            |
| Mk5 USA            | 125        | 83        | 83.000.001  | 1971 - 1973 | Groc amb ratlla blava      |
| Mk5 USA            | 175        | 84        | 84.000.001  | 1971 - 1973 | Groc amb ratlla blava      |
|                    |            |           |             |             |                            |
| Mk6                | 74         | 94        | 94.000.001  | 1972 - 1973 | Groc amb franges blaves    |
| Mk6                | 125        | 95        | 95.000.001  | 1972 - 1973 | Groc amb franges blaves    |
| Mk6                | 175        | 93        | 93.000.001  | 1972 - 1973 | Groc amb franges vermelles |
|                    |            |           |             |             |                            |
| Mk7                | 75         | 126       | 126.000.001 | 1973 - 1974 | Groc amb franges blaves    |
| Mk7                | 125        | 127       | 127.000.001 | 1973 - 1974 | Groc amb franges blaves    |
| Mk7                | 175        | 128       | 128.000.001 | 1973 - 1974 | Groc amb franges vermelles |
|                    |            |           |             |             |                            |
| Mk8                | 75         | 147       | 147.000.001 | 1974 - 1976 | Groc amb franges blaves    |
| Mk8                | 125        | 148       | 148.000.001 | 1974 - 1976 | Groc amb franges blaves    |
| Mk8                | 175        | 149       | 149.000.001 | 1974 - 1976 | Groc amb franges vermelles |
|                    |            |           |             |             |                            |
| Lobito T           | 74         | 155       | 155.000.001 | 1975 - 1976 | Groc amb franja blava      |
| Lobito T           | 118        | 156       | 156.000.001 | 1975 - 1976 | Groc amb franja vermella   |

Notes
1. ↑  Algun cop referida com a Lobito K.
2. ↑  Conjunt dipòsit/selló tipus "Alpina".
3. 1 2  Dipòsit i plaques de filtre tipus "Sherpa T".

### 100/Mk2
La primera Lobito tenia fama de molt "ratera" (en l'argot motociclista de l'època, indicava que el seu motor tenia molt de nervi).
Fitxa tècnica
| • Configuració motor |
| --- |
| - Carburador: Zenith 18 Mx 18 mm - Transmissió primària: Per cadena Joresa Simple C-52 - Transmissió secundària: Per cadena Joresa ISO-48 - Encesa: Magneto alternador a volant FEMSA |

| • Mesures |
| --- |
| - Longitud total: 1.820 mm - Distància entre eixos: 1.225 mm - Alçada selló: 740 mm - Alt i ample del manillar: 935 x 690 mm |

Notes
1. ↑  La primera Lobito de 74 cc fou coneguda com a Lobito Mk2, ja que fou comercialitzada després del primer model de 100 cc.
2. ↑  La primera Lobito 100 es comercialitzà en diverses versions segons el mercat de destinació: "USA" (Id. Model 19, amb Núm. Sèrie 19.000.001 en endavant), "National" (Id. Model 19N), "Sweden" (Id. Model 1T-19) i "Aguas del Guadiana" (Id. Model 4T-19).

#### AK
Algun cop referida com a Lobito K, la Lobito AK Scrambler fou una versió especial per als EUA que aparegué el 1967, enfocada quasi totalment al motocròs. Derivada del model estàndard original de 100 cc, les principals diferències amb aquell eren les següents:
- Cilindre i culata especials
- Bugia més freda
- Carburador Irz de 22 mm en comptes del Zenith de 18
- Filtre d'aire especial
- Relació de canvi tancada
- Pinyons, cadena i plat amb diferent nombre de dents
- Tub d'escapament obert, sense silenciador
- Forquilla d'acer d'alta qualitat

Fitxa tècnica
| Bultaco Lobito AK Scrambler | Bultaco Lobito AK Scrambler |
| --- | --------------------------- |
| | 100                         |
| Id. Model | 38                          |
| Núm. Sèrie | 19.000.001                  |
| Anys | 1967                        |
| CC | 99,108                      |
| Diàmetre x Carrera | 49,5 x 51,5 mm              |
| Compressió | 14:1                        |
| HP | 14,4 a 9.000 rpm            |
| Canvi | 4 velocitats                |
| Suspensió davant | Forquilla telescòpica       |
| Suspensió darrera | Amortidors hidràulics       |
| Pneumàtic davant | ?                           |
| Pneumàtic darrera | ?                           |
| Frens davant | ?                           |
| Frens darrera | ?                           |
| Pes en sec | 79 kg                       |
| Capacitat dipòsit | 10,5 litres                 |
| Dipòsit | Blau marí i negre           |
| \| • Altres \| \| -------------------------------------------------------------------------------------------------------------------------------- \| \| - Carburador: Irz 22 mm - Encesa: Magneto alternador a volant FEMSA - Longitud total: 1.820 mm - Distància entre eixos: 1.225 mm \| |                             |
| • Altres |                             |
| - Carburador: Irz 22 mm - Encesa: Magneto alternador a volant FEMSA - Longitud total: 1.820 mm - Distància entre eixos: 1.225 mm |                             |

### Mk3
La Mk3 adoptava solucions de la Sherpa T que l'acostaven més al trial, mentre el nou xassís s'adoptà de la Pursang de motocròs. Pel que fa als motors, s'hi introduïa la cilindrada dels 125 cc que completava les anteriors de 74 i 100 cc. Aquelles noves Lobito eren molt manejables i muntaven de sèrie pneumàtics Metzeler, els millors del moment. A més a més, hi havia tres kits de potenciació que anaven des d'un tub d'escapament fins a un complet conjunt que incloïa cilindre, pistó, culata i carburador.
Fitxa tècnica
| • Configuració motor                                                                                   |
| --- |
| - Carburador: Zenith 18 Mx - Embragatge: Multidisc en bany d'oli - Encesa: Magneto alternador a volant |

| • Mesures |
| --- |
| - Longitud total: 1.930 mm - Distància entre eixos: 1.300 mm - Alt i ample del manillar: 1.085 x 825 mm - Alçada selló: 800 mm - Alçada lliure sobre el terra: 290 mm - Alçada estreps: 345 mm |

| • Altres                                           |
| -------------------------------------------------- |
| - Consum: 1,7 l/100 km - Velocitat màxima: 75 km/h |

| • Motor                                                                                            |
| -------------------------------------------------------------------------------------------------- |
| - Carburador: Amal 622 - Embragatge: Multidisc en bany d'oli - Encesa: Magneto alternador a volant |

| • Mesures |
| --- |
| - Longitud total: 1.930 mm - Distància entre eixos: 1.300 mm - Alt i ample del manillar: 1.085 x 825 mm - Alçada selló: 800 mm - Alçada lliure sobre el terra: 290 mm - Alçada estreps: 345 mm |

| • Altres                                         |
| ------------------------------------------------ |
| - Consum: 2 l/100 km - Velocitat màxima: 90 km/h |

| • Motor                                                                                            |
| -------------------------------------------------------------------------------------------------- |
| - Carburador: Amal 625 - Embragatge: Multidisc en bany d'oli - Encesa: Magneto alternador a volant |

| • Mesures |
| --- |
| - Longitud total: 1.930 mm - Distància entre eixos: 1.300 mm - Alt i ample del manillar: 1.085 x 825 mm - Alçada selló: 800 mm - Alçada lliure sobre el terra: 290 mm - Alçada estreps: 345 mm |

| • Altres                                            |
| --------------------------------------------------- |
| - Consum: 2,6 l/100 km - Velocitat màxima: 100 km/h |

1. ↑  La Lobito Mk3 de 125 cc es comercialitzà en diverses versions segons el mercat de destinació: "125" (Id. Model 53, fabricada de 1969 a 1970 amb Núm. Sèrie 53.000.001 en endavant), "Australia" (Id. Model 1T53), "Sweden" (Id. Model 2T53) i la darrera (Id. Model 62, fabricada de 1970 a 1972 amb Núm. Sèrie 62.000.001 en endavant).

### Mk4
La nova sèrie Mk4, amb motors de 125 i 175 cc més propers als de la Pursang, accentuava la deriva cap al motocròs iniciada amb la versió anterior, la Mk3, de la qual mantenia la part cicle.
Fitxa tècnica
| • Configuració motor |
| --- |
| - Carburador: Amal 625 - Embragatge: Multidisc en bany d'oli - Transmissió primària: Per cadena ASA 2035 - Transmissió secundària: Per cadena ISO-42 - Encesa: Electrònica amb bateria |

| • Altres                        |
| ------------------------------- |
| - Velocitat de creuer: 118 km/h |

| • Motor |
| --- |
| - Carburador: Amal 930 - Embragatge: Multidisc en bany d'oli - Transmissió primària: Per cadena ASA 2035 - Transmissió secundària: Per cadena ISO-42 - Encesa: Electrònica amb bateria |

| • Altres                        |
| ------------------------------- |
| - Velocitat de creuer: 120 km/h |

1. ↑  Hi hagueren dues versions de 175 cc de la Mk4: la primera, identificada amb l'Id. Model 76 (Núm. Sèrie 76.000.001 en endavant), i la segona, identificada amb l'Id. Model 77 (Núm. Sèrie 77.000.001 en endavant).

### Mk5
Les Mk5 duien uns motors encara més semblants als de la Pursang, molt "punxeguts": el parell màxim el donaven a 7.500 rpm (per les 4.000 rpm de la Mk3), a tan sols 1.000 rpm del punt de màxima potència. Es tractava d'una adaptació del motor de la Matador MK4, amb càrters exteriors angulosos i comandament d'embragatge per la part superior, a més d'una culata amb orifici per al descompressor i canvi de 5 relacions. Com a resultat de tot això, les Mk5 retien més cavalls dels habituals (18,4 CV la versió 125, i 22,05 CV la 175), perdent així la típica docilitat que havia caracteritzat les versions fins a la Mk3 i situant-se més a prop del motocròs que no de l'«enduro de diumenge».
Altres canvis introduïts a la Mk5 eren la supressió del tensor de la cadena secundària, la situació del motor -més baix, gràcies a les modificacions fetes al bastidor- i una línia totalment renovada que la feia més semblant a una Alpina de l'època (tot i que se'n diferenciava especialment pel seu llarg tub d'escapament cromat). La Lobito MK5 anava destinada bàsicament al mercat nord-americà (quasi totes les unitats es varen exportar als EUA), per la qual cosa als Països Catalans se n'hi varen vendre comptats exemplars.
Fitxa tècnica
| • Configuració motor |
| --- |
| - Carburador: Amal 625 - Embragatge: Multidisc en bany d'oli - Transmissió primària: Per cadena ASA 2035 - Transmissió secundària: Per cadena ISO-42 - Encesa: Electrònica amb bateria |

| • Mesures |
| --- |
| - Longitud total: 1.985 mm - Distància entre eixos: 1.270 mm - Alt i ample del manillar: 1.110 x 880 mm - Alçada selló: 850 mm - Alçada lliure sobre el terra: 280 mm - Alçada estreps: 375 mm |

| • Altres                     |
| ---------------------------- |
| - Velocitat màxima: 118 km/h |

| • Motor |
| --- |
| - Carburador: Amal 930 - Embragatge: Multidisc en bany d'oli - Transmissió primària: Per cadena ASA 2035 - Transmissió secundària: Per cadena ISO-42 - Encesa: Electrònica amb bateria |

| • Mesures |
| --- |
| - Longitud total: 1.985 mm - Distància entre eixos: 1.270 mm - Alt i ample del manillar: 1.110 x 880 mm - Alçada selló: 850 mm - Alçada lliure sobre el terra: 280 mm - Alçada estreps: 375 mm |

| • Altres                     |
| ---------------------------- |
| - Velocitat màxima: 120 km/h |

Notes
1. ↑  La Lobito Mk5 fou coneguda també com a Lobito Mk5 USA.
2. ↑  Conjunt dipòsit/selló tipus "Alpina".

### Mk6
Fitxa tècnica
| • Configuració motor                                                                                   |
| --- |
| - Carburador: Zenith 18 Mx - Embragatge: Multidisc en bany d'oli - Encesa: Magneto alternador a volant |

| • Mesures |
| --- |
| - Longitud total: 1.930 mm - Distància entre eixos: 1.290 mm - Alt i ample del manillar: 1.010 x 825 mm - Alçada selló: 785 mm - Alçada lliure sobre el terra: 280 mm - Alçada estreps: 350 mm |

| • Altres                    |
| --------------------------- |
| - Velocitat màxima: 75 km/h |

| • Motor                                                                                            |
| -------------------------------------------------------------------------------------------------- |
| - Carburador: Amal 625 - Embragatge: Multidisc en bany d'oli - Encesa: Magneto alternador a volant |

| • Mesures |
| --- |
| - Longitud total: 1.930 mm - Distància entre eixos: 1.290 mm - Alt i ample del manillar: 1.010 x 825 mm - Alçada selló: 785 mm - Alçada lliure sobre el terra: 280 mm - Alçada estreps: 350 mm |

| • Altres                     |
| ---------------------------- |
| - Velocitat màxima: 100 km/h |

| • Motor                                                                                            |
| -------------------------------------------------------------------------------------------------- |
| - Carburador: Amal 625 - Embragatge: Multidisc en bany d'oli - Encesa: Magneto alternador a volant |

| • Mesures |
| --- |
| - Longitud total: 1.930 mm - Distància entre eixos: 1.290 mm - Alt i ample del manillar: 1.010 x 825 mm - Alçada selló: 785 mm - Alçada lliure sobre el terra: 280 mm - Alçada estreps: 350 mm |

| • Altres                     |
| ---------------------------- |
| - Velocitat màxima: 120 km/h |

### Mk7
Fitxa tècnica
| • Configuració motor                                                                                   |
| --- |
| - Carburador: Zenith 18 Mx - Embragatge: Multidisc en bany d'oli - Encesa: Magneto alternador a volant |

| • Mesures |
| --- |
| - Longitud total: 1.930 mm - Distància entre eixos: 1.290 mm - Alt i ample del manillar: 1.010 x 825 mm - Alçada selló: 785 mm - Alçada lliure sobre el terra: 280 mm - Alçada estreps: 350 mm |

| • Motor                                                                                            |
| -------------------------------------------------------------------------------------------------- |
| - Carburador: Amal 625 - Embragatge: Multidisc en bany d'oli - Encesa: Magneto alternador a volant |

| • Mesures |
| --- |
| - Longitud total: 1.930 mm - Distància entre eixos: 1.290 mm - Alt i ample del manillar: 1.010 x 825 mm - Alçada selló: 785 mm - Alçada lliure sobre el terra: 280 mm - Alçada estreps: 350 mm |

| • Motor                                                                                            |
| -------------------------------------------------------------------------------------------------- |
| - Carburador: Amal 625 - Embragatge: Multidisc en bany d'oli - Encesa: Magneto alternador a volant |

| • Mesures |
| --- |
| - Longitud total: 1.930 mm - Distància entre eixos: 1.290 mm - Alt i ample del manillar: 1.010 x 825 mm - Alçada selló: 785 mm - Alçada lliure sobre el terra: 280 mm - Alçada estreps: 350 mm |

### Mk8
Fitxa tècnica
| • Configuració motor                                                                                   |
| --- |
| - Carburador: Zenith 18 Mx - Embragatge: Multidisc en bany d'oli - Encesa: Magneto alternador a volant |

| • Mesures |
| --- |
| - Longitud total: 1.930 mm - Distància entre eixos: 1.290 mm - Alt i ample del manillar: 1.010 x 825 mm - Alçada selló: 785 mm - Alçada lliure sobre el terra: 280 mm - Alçada estreps: 350 mm |

| • Motor                                                                                            |
| -------------------------------------------------------------------------------------------------- |
| - Carburador: Amal 625 - Embragatge: Multidisc en bany d'oli - Encesa: Magneto alternador a volant |

| • Mesures |
| --- |
| - Longitud total: 1.930 mm - Distància entre eixos: 1.290 mm - Alt i ample del manillar: 1.010 x 825 mm - Alçada selló: 785 mm - Alçada lliure sobre el terra: 280 mm - Alçada estreps: 350 mm |

| • Motor                                                                                            |
| -------------------------------------------------------------------------------------------------- |
| - Carburador: Amal 625 - Embragatge: Multidisc en bany d'oli - Encesa: Magneto alternador a volant |

| • Mesures |
| --- |
| - Longitud total: 1.930 mm - Distància entre eixos: 1.290 mm - Alt i ample del manillar: 1.010 x 825 mm - Alçada selló: 785 mm - Alçada lliure sobre el terra: 280 mm - Alçada estreps: 350 mm |

### Lobito T

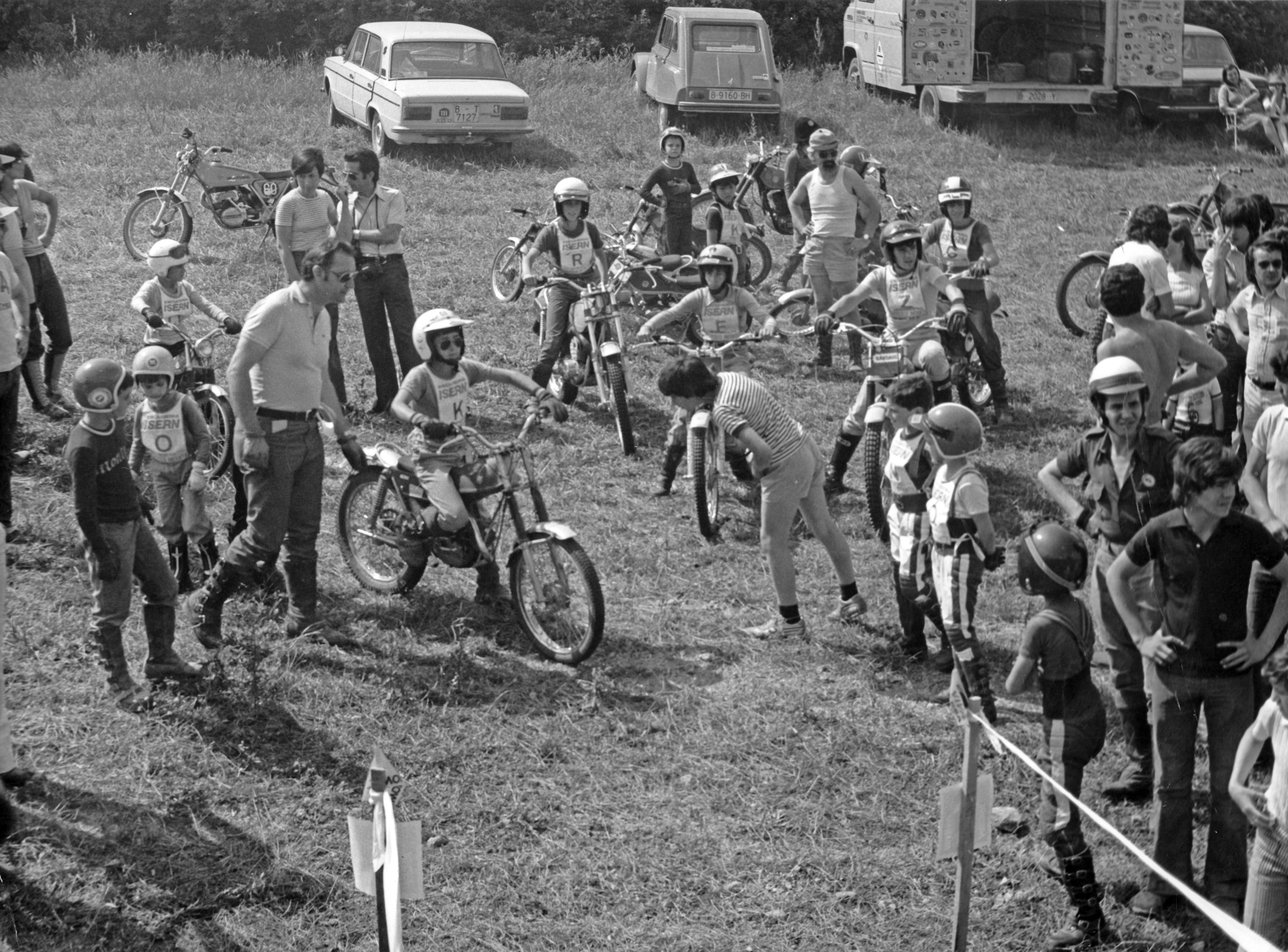
Al fons, una Lobito T en un curset de trial infantil el 1976

La Lobito T de 1975 representà una reorientació total d'aquest model, encarat ara totalment a la pràctica del trial amb plenes garanties. Era una moto estèticament igual que la Sherpa T apareguda aquell mateix any (el model conegut com a "Sherpa Manuel Soler"), només que a mida reduïda i pintada del tradicional color groc de la gamma Lobito.
Fitxa tècnica
| • Configuració motor                                                                               |
| -------------------------------------------------------------------------------------------------- |
| - Carburador: Amal 625 - Embragatge: Multidisc en bany d'oli - Encesa: Magneto alternador a volant |

| • Mesures |
| --- |
| - Longitud total: 1.932 mm - Distància entre eixos: 1.285 mm - Alt i ample del manillar: 1.036 x 800 mm - Alçada selló: 770 mm - Alçada lliure sobre el terra: 260 mm - Alçada estreps: 350 mm |

| • Motor |
| --- |
| - Carburador: Amal 930 - Embragatge: Multidisc en bany d'oli - Transmissió primària: Per cadena ASA 2035 - Encesa: Magneto alternador a volant |

| • Mesures |
| --- |
| - Longitud total: 1.932 mm - Distància entre eixos: 1.285 mm - Alt i ample del manillar: 1.036 x 800 mm - Alçada selló: 770 mm - Alçada lliure sobre el terra: 260 mm - Alçada estreps: 350 mm |

1. ↑  Dipòsit i plaques de filtre tipus "Sherpa T".